# Clarkeasia parviflora
Clarkeasia parviflora là một loài thực vật có hoa trong họ Ô rô. Loài này được (T.Anderson) J.R.I.Wood mô tả khoa học đầu tiên năm 1994.